# Zanetto Bugatto

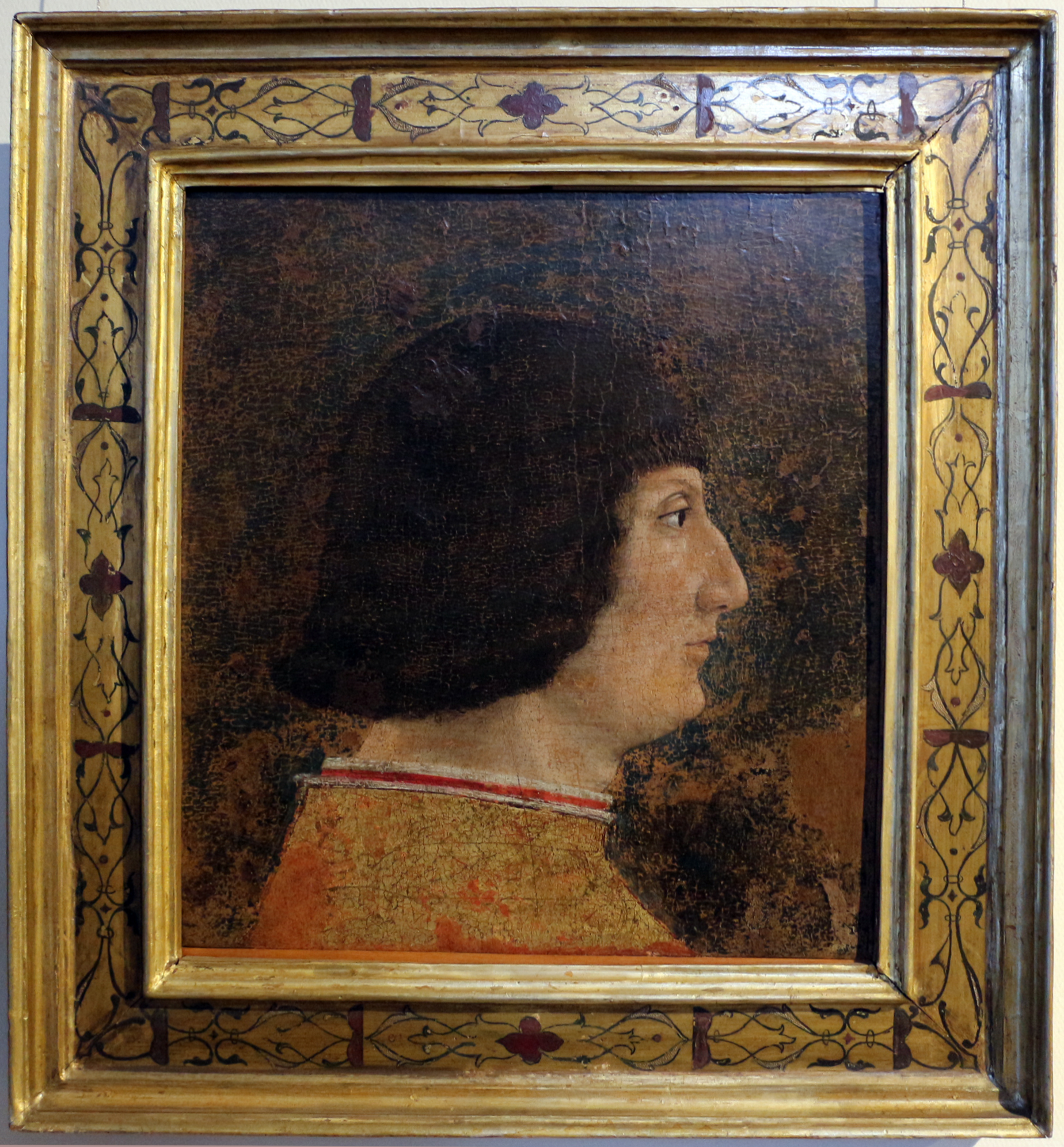
Galeazzo Maria Sforza (attr.), 1474-76, Castello Sforzesco, Milan

Zanetto Bugatto (1458 - 1474) foi um pintor italiano do Quattrocento. Nasceu e morreu provavelmente em Milão. 

## Biografia
Foi o retratista da Família Sforza e, entre 1460 e 1463, supostamente treinou com Rogier Van der Weyden em Bruxelas. Cinco anos depois foi para a França. Em 1472, trabalhou com Bonifacio Bembo na Igreja da Madonna delle Grazie em Vigevano. No ano seguinte, com Bembo e Vincenzo Foppa, trabalhou em Pavia. 